# História da agricultura

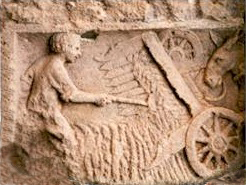
Máquina de colheita romana, um vallus, representado em uma muralha na Bélgica, que era então parte da província da Gallia Belgica.

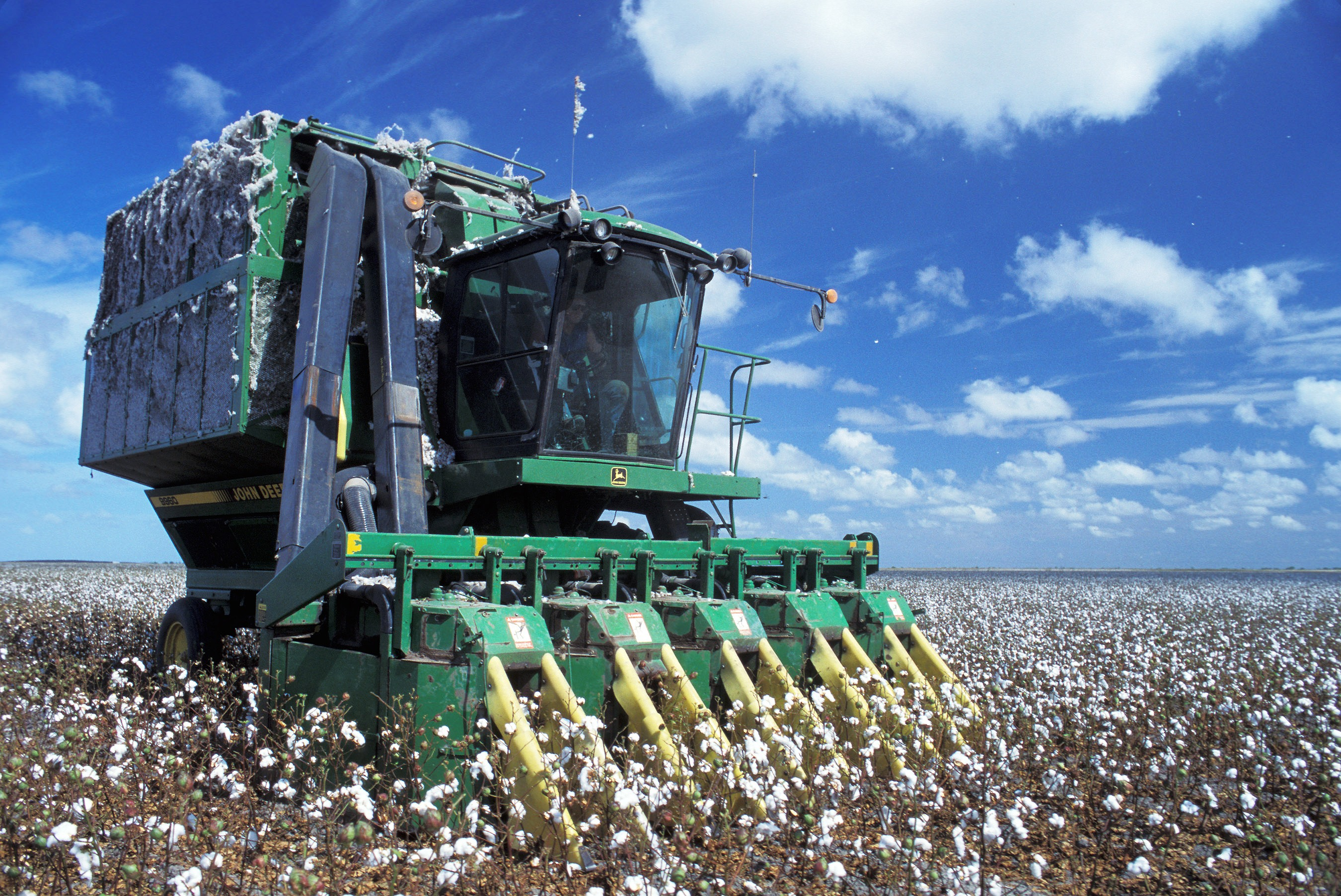
Um colhedor de algodão em ação. Os primeiros modelos de sucesso foram introduzidos em meados da década de 1940 e cada máquina equivalia ao trabalho de 50 catadores.

A história da agricultura registra a domesticação de plantas e animais e o desenvolvimento e disseminação de técnicas para aumentá-los produtivamente. A agricultura começou de forma independente em diferentes partes do globo e incluiu uma gama diversificada de táxons. Pelo menos onze regiões separadas do Velho e Novo Mundo estavam envolvidas como centros de origem independentes.
Os grãos selvagens foram coletados e consumidos pelo menos 20.000 a.C. Por volta de 9.500 a.C., os oito cultivos fundadores neolíticos - farro, trigo, cevada, ervilha, lentilha, ervilhaca, grão-de-bico e linho - foram cultivados no Levante. O centeio pode ter sido cultivado mais cedo, mas isto permanece controverso. O arroz foi domesticado na China em 6200 a.C., sendo o cultivo mais antigo conhecido a partir de 5700 a.C, seguido por feijão-da-china, soja e azuki. Os porcos foram domesticados na Mesopotâmia por volta de 11.000 a.C., seguidos por ovelhas entre 11.000 a.C. e 9.000 a.C.. O gado foi domesticado a partir do auroque selvagem nas áreas da Turquia moderna e do Paquistão por volta de 8500 a.C. A cana-de-açúcar e algumas verduras foram domesticadas na Nova Guiné por volta de 7000 a.C. O sorgo foi domesticado na região do Sahel na África em 5000 a.C. Nos Andes da América do Sul, a batata foi domesticada entre 8.000 a.C. e 5.000 a.C., juntamente com feijão, coca, lhamas, alpacas e porquinhos-da-índia. As bananas foram cultivadas e hibridizadas no mesmo período na Papua-Nova Guiné. Na Mesoamérica, o teosinto selvagem foi domesticado no milho em 4000 a.C. O algodão foi domesticado no Peru em 3600 a.C.. Os camelos foram domesticados mais tarde, talvez por volta de 3000 a.C..
A Idade do Bronze, de c. 3300 a.C., testemunhou a intensificação da agricultura em civilizações como a Suméria, o Egito Antigo, a Civilização do Vale do Indo no Sul da Ásia, a China Antiga e a Grécia Antiga. Durante a Idade do Ferro e a era da antiguidade clássica, a expansão da Roma Antiga, tanto na República quanto depois no Império, estabeleceu um sistema senhorial que se tornou uma base da agricultura medieval através do antigo Mediterrâneo e na Europa Ocidental. Na Idade Média, tanto no mundo islâmico como na Europa, a agricultura foi transformada com técnicas melhoradas e com a difusão de plantas cultivadas, incluindo a introdução de açúcar, arroz, algodão e árvores frutíferas, como a laranja, para a Europa, através da Al-Andalus. Após as viagens de Cristóvão Colombo em 1492, o intercâmbio colombiano trouxe colheitas do Novo Mundo, como milho, batatas, batata-doce e mandioca para a Europa, e colheitas do Velho Mundo, como trigo, cevada, arroz, nabos e gado, incluindo cavalos, ovelhas e cabras, para as Américas.
A irrigação, a rotação de culturas e fertilizantes foram introduzidos logo após a Revolução Neolítica e se desenvolveram muito mais nos últimos 200 anos, começando com a Revolução Agrícola Britânica. Desde 1900, a agricultura nos países desenvolvidos e, em menor grau, no mundo em desenvolvimento, tem visto grandes aumentos de produtividade, pois o trabalho humano foi substituído pela mecanização e assistido por fertilizantes sintéticos, pesticidas e pela reprodução seletiva. O processo Haber-Bosch permitiu a síntese de fertilizantes à base de nitrato de amônio em escala industrial, aumentando consideravelmente o rendimento das culturas. A agricultura moderna tem levantado questões sociais, políticas e ambientais, incluindo poluição da água, biocombustíveis, organismos geneticamente modificados, tarifas e subsídios agrícolas. Em resposta, a agricultura orgânica desenvolveu-se no século XX como uma alternativa ao uso de pesticidas sintéticos.